# Arūnas Žebriūnas
Arūnas Žebriūnas (* 8. August 1931 in Kaunas; † 9. September 2013 in Vilnius) war ein litauischer Filmregisseur und Drehbuchautor.
1955 schloss Žebriūnas sein Studium an der Kunstakademie Vilnius ab. Danach war er im Filmgeschäft tätig, zunächst als Szenenbildner. Sein Regiedebüt gab er 1960 mit dem Film Paskutinis šūvis. Es folgten zahlreiche weitere Spielfilme für das Litauische Filmstudio, darunter 1966 eine Verfilmung von Antoine de Saint-Exupérys Der kleine Prinz. Sein Kinderfilm Das Mädchen und das Echo, laut dem Lexikon des internationalen Films „[e]ine warmherzige, gut gestaltete Studie, die sich durch ihre sensible Beobachtung seelischer Vorgänge auszeichnet“, gewann beim Internationalen Filmfestival von Locarno 1965 einen Spezialpreis der Jury. Die 1978 erschienene Tragikomödie Nußbrot befasst sich, angelehnt an Romeo und Julia, mit zwei Liebenden, deren Familien verfeindet sind.

## Filmografie
- 1960: Paskutinis šūvis („der letzte Schuss“)
- 1961: Kanonada („Kanonade“)
- 1963: Juodoji procesija
- 1964: Das Mädchen und das Echo (Paskutinė atostogų diena / Mergaitė ir aidas, „der letzte Tag des Urlaubs / das Mädchen und das Echo“)
- 1966: Der kleine Prinz (Mažasis princas, „der kleine Prinz“)
- 1967: Miške („der Wald“)
- 1969: Gražuolė („Schönheit“)
- 1971: Trys mūzos („drei Musen“)
- 1973: Tomas der Träumer (Naktibalda, „Nachtvogel“)
- 1974: Velnio nuotaka („die braut des Teufels“)
- 1976: Seklio Kalio nuotykiai („Spionageabenteuer“)
- 1977: Nußbrot (Riešutų duona, „Nussbrot“)
- 1978: Chameleono spalvos („die Farbe des Chamäleons“)
- 1980: Reise ins Paradies (Kelionė j rojų, „Reise ins Paradies“)
- 1982: Turtuolis vargšas („der Reiche, der Arme“), nach dem Roman Aller Reichtum dieser Welt (im Original Rich Man, Poor Man) von Irwin Shaw
- 1986: Chameleono žaidimai („die Spiele des Chamäleons“)
- 1999: Lietuvos prisikėlimas („die Auferstehung Litauens“)
- 2003: Pievoje („die Wiese“)